# Église Notre-Dame-de-l'Assomption de Chassignolles
Pour les articles homonymes, voir Église Notre-Dame-de-l'Assomption.
L'église Notre-Dame-de-l'Assomption est un édifice situé à Chassignolles, en France.

## Localisation
L'église est située sur le territoire de la commune de Chassignolles, dans le département de la Haute-Loire, en région Auvergne-Rhône-Alpes.

## Description
L'église est reconstruite au XVIe siècle, en conservant un portail du XIIe siècle, provenant d'un ancien porche à l'origine situé au midi, et qui a été réédifié sur le pignon ouest. Ce porche comporte deux archivoltes légèrement ogives, l'une à moulures toriques, l'autre décorée de bâtons rompus et d'un tore de feuilles. Ces archivoltes reposent sur des colonnes ornées de chapiteaux. La porte paraît dater du XVe siècle. Elle est ornée de pentures forgées d'époque. Le vantail ouvrant est fermé par un verrou de la même époque, orné d'une poignée figurant un poisson.
Au centre de la place du bourg, l'église, en arkose blonde (parfois rouge), termine le village au-dessus d'un beau paysage vers l'ouest, (paysage typique du parc naturel régional Livradois-Forez). La façade trapue est celle de l'église romane à nef unique, encadrée de contreforts et percée d'une baie pour éclairer la nef. Le portail d’entrée est remarquable par l’archivolte finement sculptée de feuillage stylisé et les personnages, à ses deux extrémités. Elle est ornée de pentures forgées d'époque. Le vantail ouvrant est fermé par un verrou de la même époque, orné d'une poignée figurant un poisson. Dessous deux arcs, dont un de bâtons rompus, reposent sur des colonnettes à chapiteaux classiques (les sirènes) ou plus mystérieux (le personnage de gauche). À droite le bas côté sud présente extérieurement et intérieurement les mêmes caractéristiques de fortification que Chaméane et Champagnac-le-Vieux. La nef romane contraste avec la partie gothique est de l'édifice.
Cette église renferme une Vierge en bois polychrome classée au titre d'objet.
À l’intérieur, dans la niche, à gauche du chœur, une Vierge en majesté, restaurée, remontant aux origines de ce monastère. Cette Vierge romane dite "Notre Dame de Chassignolles", est une statue du XIIe siècle, sans doute faite en Auvergne où l'on en retrouve encore un grand nombre. Ce sont souvent, comme ici, des statues reliquaires avec un petit logement dans le dos pour abriter une relique de la Vierge. Elle représente une Vierge assise de face, très droite et sereine, sur un "trône de majesté" présentant aux fidèles son fils tenant le Livre de la main gauche. Le voile qui descend depuis la tête de la Vierge, les robes des deux personnages, les larges manches donnent lieu à un travail de drapés admirable. Cette statue est en bois marouflé polychrome : une toile finement collée sur la sculpture en bois et recouverte d’un enduit blanc ensuite entièrement peint. Un corps de Christ en croix gothique en bois sans trace de polychromie repose dans le côté sud de la nef.
Notre Dame de Chassignolles a été retrouvée à Jourchanes en 1938 par la famille Besseyre-Clémensat. Elle a été restaurée par Yves Morvan.

## Historique
C'est du temps du successeur de saint Robert, Durand l'abbé de la Chaise-Dieu, que le comte d’Auvergne, Robert III, donna en 1077 au monastère de moniales de Lavaudieu des terres à Chassignolles. La prieure y fit édifier un petit prieuré de moniales dédié à Notre Dame. Il existait encore en 1670. Le prieuré eut aussi des démêlés avec les seigneurs de La Mothe, qui l'amenèrent, en 1358, à conclure un traité avec la comtesse d’Auvergne, Jeanne, reine de France.
L'édifice est inscrit (église) et classé (facade occidentale) partiellement au titre des monuments historiques par arrêté du 28 novembre 1944.